# Rhodamnia kerrii
Rhodamnia kerrii är en myrtenväxtart som beskrevs av John Adrian Naicker Parnell och Niclugh.. Rhodamnia kerrii ingår i släktet Rhodamnia och familjen myrtenväxter. Inga underarter finns listade i Catalogue of Life.